# Jiří Beran (lyžař)
Jiří Beran (* 18. ledna 1952 Náchod) je bývalý československý reprezentant v běhu na lyžích. Závodil za Duklu Liberec. Povoláním je lesník.

## Lyžařská kariéra
Na XII. ZOH v Innsbrucku 1976 skončil v běhu na lyžích na 30 km na 45. místě, na 50 km na 15. místě a ve štafetě na 4x10 km na 10. místě. Na XIII. ZOH v Lake Placid 1980 skončil v běhu na lyžích na 15 km na 24. místě, na 30 km na 21. místě, na 50 km na 23. místě a ve štafetě na 4x10 km na 9. místě.
Na Mistrovství světa v klasickém lyžování 1974 ve Falunu skončil v běhu na 30 km na 23. místě, na 50 km na 20. místě a ve štafetě na 4x10 km na 5. místě. Na Mistrovství světa v klasickém lyžování 1978 v Lahti skončil v běhu na 15 km na 30. místě, na 30 km na 26. místě, na 50 km na 6. místě a ve štafetě na 4x10 km na 7. místě. Jeho životním úspěchem bylo 6. místo na MS 1978 v běhu na 50 km. Díky tomu v roce 1978 zvítězil v anketě Král bílé stopy. Pravidelně se účastnil dálkových běhů (Vasův běh, Finlandia, Jizerská padesátka). V Jizerské padesátce dosud drží rekord v počtu vítězství – zvítězil pětkrát (v letech 1985–1987 zvítězil třikrát po sobě). Je patnáctinásobným mistrem republiky a držitelem ceny Fair-play, udělené v Paříži roku 1984 za čestné sportovní jednání.